# Embajada de España en Guinea Ecuatorial
La Embajada de España en Guinea Ecuatorial es la máxima representación legal del Reino de España en la República de Guinea Ecuatorial.

## Embajador
El actual embajador es Francisco Javier Conde y Martínez de Irujo, quien fue nombrado por el gobierno de Pedro Sánchez el 29 de noviembre de 2023.

## Misión diplomática
El Reino de España concentra su representación en el país en la embajada ubicada en la capital del país africano, Malabo, acreditada en 1968. Además, España cuenta con una Sección de Asuntos Consulares en Malabo (territorio insular) y un Consulado General en Bata (territorio continental del país).
Cuenta igualmente con otras oficinas sectoriales como:
- Oficina Económica y Comercial
- Dirección de Programas Educativos
- Oficina Técnica de Cooperación
- Centro Cultural de España en Malabo[4]
- Centro Cultural de España en Bata
- Diferentes consejerías multipaís con sede en otras representaciones

## Historia
En marzo de 1968, bajo la presión de los nacionalistas ecuatoguineanos y de las Naciones Unidas, España anunció que concedería la independencia. Se formó una Convención Constituyente que produjo una ley electoral y un borrador de constitución. Terminada la segunda fase de la Conferencia Constitucional (17 de abril - 22 de junio de 1968) se llevó a cabo la consulta. El referéndum sobre la constitución se produjo el 11 de agosto de 1968, bajo la supervisión de un equipo de observadores de las Naciones Unidas. Un 63% del electorado votó a favor de la nueva constitución, que preveía un gobierno con una Asamblea General y un Tribunal Supremo con jueces nombrados por el presidente.
En enero de 1969, el líder de la oposición a Macías, Bonifacio Ondó Edu, que estaba sometido a arresto domiciliario, fue asesinado. Aumentó la inestabilidad en el país.
En marzo de 1969, Macías anunció que había dominado un intento de golpe de Estado encabezado por el opositor Atanasio Ndongo (las versiones varían: aunque algunos autores aseguran que nunca había existido, otros afirman que el intento se produjo). El presidente ecuatoguineano aprovechó este pretexto para acabar con toda la oposición e instaurar una siniestra dictadura. Los seguidores de Atanasio Ndongo fueron arrestados o asesinados. El fallido golpe o falso golpe generó una ola de indignación popular antiespañola (estimulada por el gobierno), por lo que la comunidad española se sintió amenazada. Toda esta situación se tradujo en una crisis diplomática entre España y Guinea Ecuatorial.
El 28 de marzo de 1969 se reembarcaron las tropas españolas estacionadas en Río Muni. Ocurrirá lo mismo el 5 de abril abandonando la isla de Fernando Poo. La presencia española en Guinea Ecuatorial había terminado.
A partir de 1979, España realizó un esfuerzo considerable en la cooperación al desarrollo, en lo que constituyeron las primicias de la posterior política de cooperación. En 1980 se firmó el Tratado de Amistad y Cooperación, en cuyo marco se han celebrado ya doce comisiones mixtas que cubren todo el espectro de las relaciones bilaterales entre los dos países, prestando especial atención a la cooperación al desarrollo.
Los vínculos históricos, culturales y humanos entre ambos países marcan sus relaciones. Entre otros ámbitos de colaboración, España y Guinea Ecuatorial promueven activa y conjuntamente la utilización del idioma español en la Unión Africana. «Los centros culturales en Guinea Ecuatorial son también un buen ejemplo de la imbricación que existe entre cooperación cultural y cooperación para el desarrollo. Desde 1988, el Centro Cultural Hispano-Guineano de Malabo ha venido realizando una encomiable labor de fomento de la vida cultural en un país pobre. De hecho, ha funcionado como el principal foro para que los habitantes de Malabo realizasen actividades culturales, además de dedicarse a la enseñanza del español y las lenguas indígenas (Bubi y Fang) lo que se enmarca dentro del objetivo de la ley de cooperación de fomentar las culturas autóctonas. Este centro ha sido cedido al Gobierno de Guinea Ecuatorial, y en septiembre de 2002 se inaugurará el nuevo Centro Cultural Español en Malabo. Recientemente, en julio de 2001, se ha inaugurado el Centro Cultural Español en Bata, a través del cual se podrá extender la cooperación cultural a la región continental de Guinea Ecuatorial».

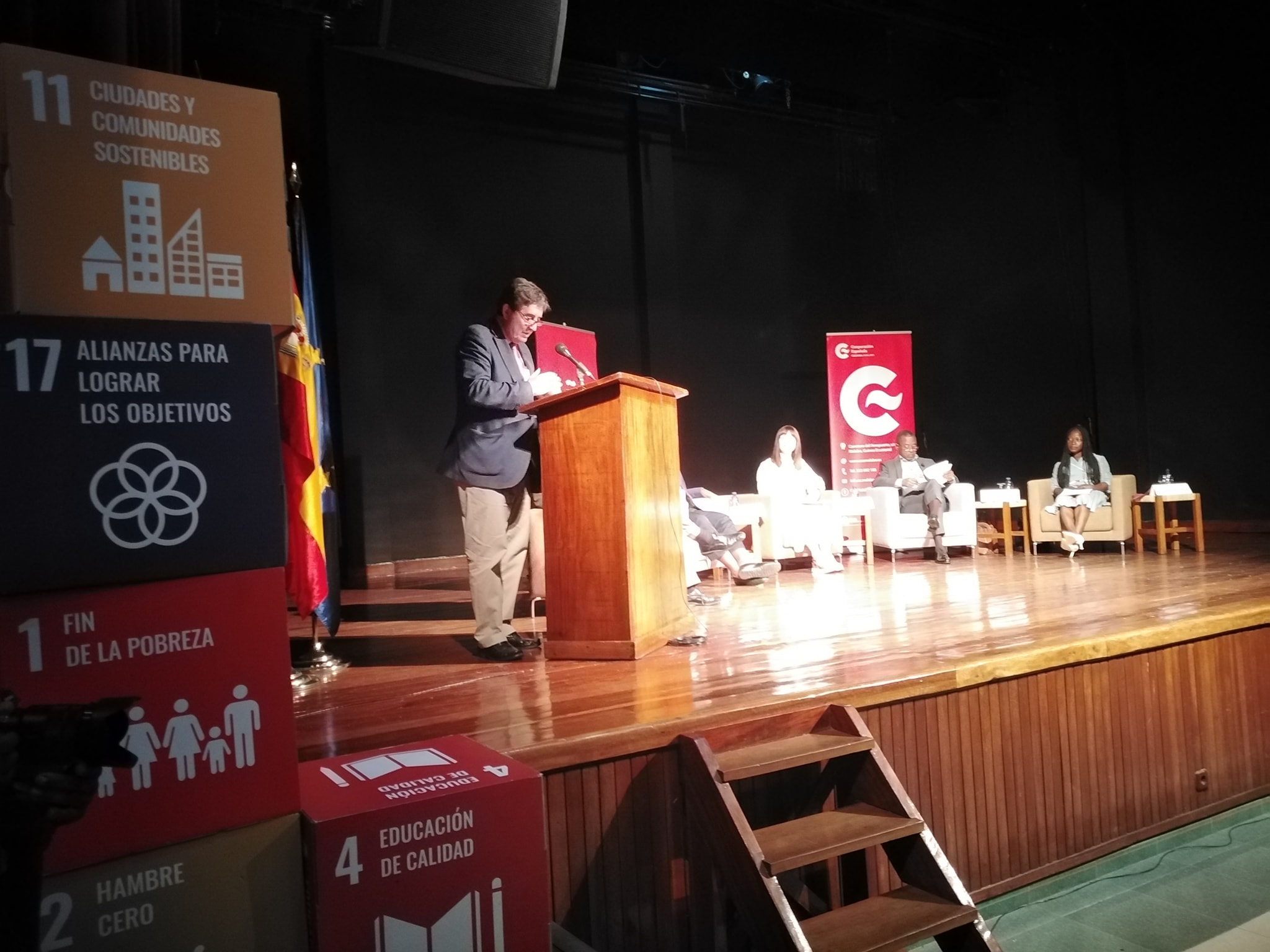
15.ª edición de la Tribuna del Hispanismo del Instituto Cervantes en el Centro Cultural de España en Malabo (21 de julio de 2022).

Durante dos décadas esas relaciones se plasmaron -entre otros- en la promoción de un dinámico proyecto binacional, el Centro Cultural Hispano-Guineano, cuya herencia recae actualmente en el Centro Cultural de España en Malabo (2003) y en Bata, los cuales -conforme al III Plan África- «se han consolidado en los últimos años como instituciones de referencia en Guinea Ecuatorial».
En julio de 2020, el Consejo Rector de la Universidad Complutense de Madrid aprobó la «creación de la Escuela Complutense Africana, ECA, que en su primera edición se desarrollará en Guinea Ecuatorial». Se trata de un proyecto que ampliará y consolidará la colaboración académica con universidades de África, reforzando, además, la cooperación universitaria internacional, siguiendo el modelo de la Escuela Complutense latinoamericana.
La Administración General del Estado cuenta igualmente con sendos campus (insular y continental) de la española Universidad Nacional de Educación a Distancia, el Instituto de Salud Carlos III tiene presencia permanente en el país a través del proyecto “Grandes endemias y enfermedades desatendidas”, y el Ministerio de Educación de España contó con centros educativos en el país, un Colegio Español de Malabo y otro en Bata, actualmente operativos pero terciarizados. Ambos colegios están igualmente adscritos al Centro para la Innovación y Desarrollo de la Educación a Distancia (CIDEAD) del Ministerio de Educación de España y son entidades colaboradoras de la UNED.
En julio de 2022, Luis García Montero anunció la "próxima apertura de un observatorio del Español en África con sede en Malabo", en la apertura de la 15.ª Tribuna del Hispanismo, dedicada las hispanismo ecuatoguineano  que organizó el Instituto Cervantes en el Centro Cultural de España en Malabo. Actualmente la Cooperación Española mantiene mediante convenio con la Universidad Nacional de Guinea Ecuatorial plazas de lectores de español en los campus universitarios de Bioko y en el del Litoral, al igual que dos expertos en lexicografía hispánica y corrección lingüística incorporados en la Academia Ecuatoguineana de la Lengua Española como parte del convenio AECID-ASALE. En paralelo, los Centros Culturales de España en Malabo y Bata son centros examinadores de los diplomas oficiales de español-DELE del Instituto Cervantes.

### Consejo de Residentes
Igualmente, el Estatuto de la ciudadanía española en el exterior prevé el derecho a participar en los asuntos que concierna a la ciudadanía a través de los Consejos de Residentes Españoles, que son «son órganos de carácter consultivo y asesor, adscritos a las Oficinas Consulares de España en el exterior», si bien en Guinea Ecuatorial no se ha logrado articular ese mecanismo consular: frente a los 700 electores mínimos que establecía la normativa anterior, el actual Real Decreto 1960/2009, de 18 de diciembre, por el que se regulan los Consejos, establece un mínimo de 1.200 electores. En el caso de Guinea Ecuatorial, a 1 de junio de 2024 el CERA incluía a 1.539 ciudadanos con derecho a voto (de un total de 2.709 inscritos en los registros de matrícula consular), pero al estar éstos repartidos entre la demarcación de Malabo (Sección Consular), con 1.025, y los 514 en Bata (Consulado General), los ciudadanos quedan excluidos de las convocatorias al Consejo de Residentes Españoles.